# 印西市
印西市（日语：／ Inzai shi */?）是千葉縣西北部，人口約10万人的一市。印西市與周邊2市是「千葉新市鎮」所在地，約有六成市民居住在此。在市政施行前，為全日本人口最多的町、印西市文化廳（市役所旁）前建有全國町村人口日本一紀念碑。
在《東洋經濟》針對全日本各市所進行的優良居住環境排名（住みよさランキング）中，印西市的綜合評價連續兩年位居全國第一（2012、2013）。

## 地理
印西市距離東京都心約40公里，距離千葉市約20公里，距離成田機場約15公里。三邊被利根川、印旛沼、手賀沼圍繞，是水與綠意豐饒的城市。本市與周邊的佐倉市、四街道市、白井市、八街市、成田市、富里市、酒酒井町、榮町合稱為「印旛地域」。
西部的下總台地上為「千葉新市鎮」，千葉新市鎮中央車站、印西牧之原車站周邊與國道464號沿線是印西市的經濟、商業中心（新市區）。另一方面，西北部利根川沿岸低地是憑藉利根川水運發展的宿場町舊市區，也是市役所與警察署等的行政機關所在地。
1980年代以後，因千葉新市鎮的開發，與周邊各市人口快速增加。但因經濟情勢的變化，千葉新市鎮縮小規模，近年人口成長漸趨和緩。不過，印西牧之原地區與2010年編入的舊印旛村域，因新市鎮的發展仍持續成長。

### 相鄰自治體
印西市雖與利根町相鄰，但須經由我孫子市或榮町才可前往，無法直接往來。此外，因千葉新市鎮中央車站西隣的小室站位在船橋市，因此常被認為與船橋市相鄰。但實際上兩市中間相隔白井市。
- 柏市
- 我孫子市
- 白井市
- 八千代市
- 佐倉市
- 成田市
- 印旛郡－榮町、酒酒井町
- 茨城縣－北相馬郡－利根町

### 河川
全屬利根川水系，主流流經市域北端。
- 手賀川（日语：手賀川）（六軒川、辯天川）－下手賀川－龜成川（日语：亀成川）－古新田川、大森川、鹿黑川、和泉川、浦部川
- 神崎川（日语：神崎川 (千葉県)）－戶神川
- 師戶川（日语：師戸川）－角田川、造谷川
- 長門川－舊長門川、將監川
- 松虫川
- 物木集水路

## 歷史
江戶時代，此地的木下河岸因利根川水運興盛，加上鄰近前往香取神宮、鹿島神宮、息栖神社參拜的木下街道而繁榮。
- 1889年（明治22年）4月1日－町村制施行，印旛郡木下町、大杜村、船穗村（日语：船穂村）、永治村（日语：永治村）、六合村（日语：六合村 (千葉県)）、宗像村（日语：宗像村）、本鄉村（日语：本郷村 (千葉県)）、埜原村（日语：埜原村）誕生。
- 1913年（大正2年）3月1日－大杜村町制施行，改稱大森町（日语：大森町 (千葉県)）。
- 1913年（大正2年）4月1日－本郷村、埜原村合併成立本埜村。
- 1954年（昭和29年）12月1日－木下町、大森町、船穂村、永治村（平塚、谷田、清戶、十余一除外）合併成立印旛郡印西町。
- 1955年（昭和30年）3月10日－六合村、宗像村合併成立印旛村。
- 1966年（昭和41年）6月－發現日本最早的諾氏古菱齒象完整化石。
- 1984年（昭和59年）3月19日－北總開發鐵道北總、公團線（千葉新市鎮線）開通，千葉新市鎮中央站開業。住戶開始遷入千葉新市鎮中央地區。
- 1994年（平成6年）1月－開設日本醫科大學千葉北總醫院（日语：日本医科大学千葉北総病院）。
- 1995年（平成7年）4月1日－印西牧之原站開業。住戶開始遷入千葉新市鎮西之原地區。
- 1996年（平成8年）4月1日－施行單獨市制（日语：単独市制）。
- 1997年（平成9年）3月－住戶開始遷入千葉新市鎮瀧野地區。
- 2000年（平成12年）3月－住戶開始遷入千葉新市鎮印波野（いには野）地區。
- 2000年（平成12年）7月22日－印旛日本醫大站開業。
- 2008年（平成20年）1月15日－實施步行禁菸、禁丟垃圾等。
- 2010年（平成22年）3月23日－印旛郡印旛村與本埜村編入。
- 2010年（平成22年）7月17日－成田SKY ACCESS開業。
- 2012年（平成24年）5月25日－北千葉道路（日语：北千葉道路）部分開通。

白井市谷田～印西市印西牧之原站（約6.5公里）
印西市印旛日本醫大站附近、印波野地區（約0.8公里）

## 人口
| 印西市人口分布圖 |                                               |  |
| 印西市與日本全國年齡別人口分布比較圖 （2005年資料） | 印西市的年齡、男女別人口分布圖 （2005年資料） |  |
| ■紫色是印西市 ■綠色是全国 | ■藍色是男性 ■紅色是女性                       |  |
| 印西市人口變化 \| 1970年 \| 28,011人 \| \| \| 1975年 \| 28,862人 \| \| \| 1980年 \| 29,970人 \| \| \| 1985年 \| 35,745人 \| \| \| 1990年 \| 55,131人 \| \| \| 1995年 \| 72,278人 \| \| \| 2000年 \| 79,780人 \| \| \| 2005年 \| 81,102人 \| \| \| 2010年 \| 88,176人 \| \| \| 2015年 \| 92,670人 \| \| \| 2020年 \| 102,609人 \| \| |                                               |  |
| 資料來源：日本總務省統計中心提供之人口普查數據 |                                               |  |
| 1970年 | 28,011人                                      |  |
| 1975年 | 28,862人                                      |  |
| 1980年 | 29,970人                                      |  |
| 1985年 | 35,745人                                      |  |
| 1990年 | 55,131人                                      |  |
| 1995年 | 72,278人                                      |  |
| 2000年 | 79,780人                                      |  |
| 2005年 | 81,102人                                      |  |
| 2010年 | 88,176人                                      |  |
| 2015年 | 92,670人                                      |  |
| 2020年 | 102,609人                                     |  |

## 行政
市長：藤代健吾（ふじしろ　けんご），2024年7月28日就任（第一任）

### 行政機關
- 印西市役所
- 印旛支所
- 本埜支所
- 中央站前出張所
- 牧之原出張所
- 小林出張所
- 船穗出張所
- 瀧野出張所
- 岩戶出張所
- 平賀出張所
- 印西地區消防組合消防本部（日语：印西地区消防組合）
- 印西警察署（日语：印西警察署）
- 印西地區環境整備事業組合

### 市町村合併
2003年，印西市、白井市、印旛郡印旛村、本埜村2市2村進行合併討論，2003年4月1日成立「印西市、白井市、印旛村、本埜村合併協議會」，但2004年7月白井市的居民投票反對過半，宣告失敗。
2008年，因新合併特例法期限至2010年3月底，印西市、印旛村、本埜村1市2村重新展開合併討論，2008年10月24日成立合併問題懇談會。2009年1月9日設立合併協議會。
2010年（平成22年）3月23日，印旛村、本埜村併入印西市，新市名為「印西市」，但時任本埜村長小川利彦因「現在沒有合併的必要」等發言，讓合併案蒙上陰影。2009年12月，小川村長罷免選舉成立，2010年3月5日總務省告示第73號公告合併。2010年3月23日，新印西市成立。

### 條例
2008年1月15日，宣布禁止步行吸菸、丟棄垃圾等，千葉新市鎮中央站周邊為重點實施區域。同年4月1日起對違反者施以罰鍰。

## 商業
因千葉新市鎮的開發，吸引多間企業入駐。千葉新市鎮中央站與印西牧之原站周邊是印西市經濟、產業的中心。此外，因本地是關東平野中的無活斷層地帶，岩盤穩固，許多金融機關與電信公司基於防災理由在此設立事務中心，Google也選擇在此市建立亞洲第三座資料中心。

### 設置事務中心的金融機關
- 富國生命保險（日语：富国生命保険）
- 三菱東京UFJ銀行
- 瑞穗銀行
- 東京海上日動火災保險（日语：東京海上日動火災保険）
- 三井住友海上火災保險（日语：三井住友海上火災保険）
- 勞動金庫聯合會（日语：労働金庫連合会）
- 郵貯銀行（東日本貯金事務計算中心）

### 企業
- NTT DATA（日语：NTTデータ）
- 軟體銀行電信（日语：ソフトバンクテレコム）
- 竹中工務店技術研究所
- 日本現代汽車
- 日本起亞
- 萬寶至馬達（日语：マブチモーター）技術中心
- 千趣會
- KVH（日语：KVH）資料中心
- Google資料中心

### 主要大型商業設施
- 永旺夢樂城千葉新市鎮（日语：イオンモール千葉ニュータウン）、永旺（日语：イオン (店舗ブランド)）千葉新市鎮店
- JOYFUL HONDA（日语：ジョイフル本田）千葉新市鎮店
- 牧之原MORE（日语：牧の原モア）
- BIG HOP Garden Mall印西（日语：ビッグホップガーデンモール印西）
- 好市多印西倉庫店
- CAINZ HOME（カインズホーム）千葉新市鎮店（建設中）

## 地域

### 千葉新市鎮中央、印西牧之原地區
- 隨著1980年代起千葉新市鎮（日语：千葉ニュータウン）的開發，此地逐漸臥城化，公寓等住宅林立。也是印西市人口最多的區域。位於印西市中西部，沿著北總線與國道464號（日语：国道464号）發展，占地廣闊的大型商業設施陸續進駐。此外，這裡也打造為北總地區的一大購物區，逐漸開發為新市區。而草深原（日语：草深原 (そうふけっぱら)）保留了貴重的自然環境。

### 木下地區
- 舊木下町。印西市西北部，是市役所與警察署所在的行政中心。是古時依靠利根川與木下街道（日语：木下街道）發展而成的舊市區。

### 印旛地區
- 印西市東南部，舊印旛村地區。北總地區的基幹醫院日本醫科大學千葉北總醫院（日语：日本医科大学千葉北総病院）所在地，以印旛日本醫大站為中心的千葉新市鎮「印波野」地區正在住宅區化。另一方面，谷津田保留許多自然景色，名勝有樹齡超過300年的「吉高的大櫻」與「諾氏古菱齒象挖掘地」等。

### 本埜地區
- 印西市東北部，舊本埜村地區。面對印旛沼（日语：印旛沼）的北部水田廣布，冬季有超過800隻天鵝飛至此地過冬。印西牧之原站北側的千葉新市鎮「瀧野」地區正在住宅區化。此外，因鄰近成田國際機場，近年國道464號沿線成立許多研究所與物流中心。

### 主要住宅團地
除了都市再生機構（舊住宅、都市整備公團），民間開發商也打造多處大規模住宅團地。
- 小林團地
- Abandone原（アバンドーネ原）
- 原山團地
- 高花團地
- 內野中央團地
- 內野東團地
- 內野西團地
- 內野南第一團地
- 內野南第二團地

## 教育

### 大學
- 東京電機大學千葉新市鎮校區
- 東京基督教大學（日语：東京基督教大学）
- 順天堂大學櫻校區

### 中等教育學校
- 時任學園中等教育學校（日语：時任学園中等教育学校）

### 高等學校、專門學校等
- 千葉縣立印旛明誠高等學校（日语：千葉県立印旛明誠高等学校）
- 日本醫科大學看護專門學校（日语：日本医科大学看護専門学校）

### 市立中學校
- 印西市立印西中學校（日语：印西市立印西中学校）
- 印西市立船穗中學校（日语：印西市立船穂中学校）
- 印西市立木刈中學校（日语：印西市立木刈中学校）
- 印西市立小林中學校（日语：印西市立小林中学校）
- 印西市立原山中學校（日语：印西市立原山中学校）
- 印西市立西之原中學校（日语：印西市立西の原中学校）
- 印西市立印旛中學校（日语：印西市立印旛中学校）
- 印西市立本埜中學校（日语：印西市立本埜中学校）
- 印西市立瀧野中學校（日语：印西市立滝野中学校）

### 市立小學校
- 印西市立木下小學校
- 印西市立小林小學校
- 印西市立大森小學校
- 印西市立船穗小學校
- 印西市立永治小學校
- 印西市立木刈小學校
- 印西市立內野小學校
- 印西市立原山小學校
- 印西市立小林北小學校
- 印西市立小倉台小學校
- 印西市立高花小學校
- 印西市立西之原小學校
- 印西市立原小學校
- 印西市立六合小學校
- 印西市立宗像小學校
- 印西市立平賀小學校
- 印西市立印波野小學校
- 印西市立本埜第一小學校
- 印西市立本埜第二小學校
- 印西市立瀧野小學校

※另外，千葉新市鎮21住區（牧之原地區）預定成立小學校。

### 特別支援學校
- 縣立印旛特別支援學校（日语：千葉県立印旛特別支援学校）

### 市立圖書館
- 大森圖書館
- 小林圖書館
- 草深（そうふけ）圖書館
- 小倉台圖書館
- 印旛圖書館
- 本埜圖書館

## 交通

### 鐵路
東日本旅客鐵道（JR東日本）
- 成田線：木下站 - 小林站

京成電鐵
- 成田機場線：千葉新城中央站 - 印旛日本醫大站

北總鐵道
- 北總線：千葉新城中央站 - 印西牧原站 - 印旛日本醫大站
- 連結都心與成田國際機場的成田SKY ACCESS在2010年7月17日開業，機場連絡列車Access特快停靠千葉新市鎮中央站與印旛日本醫大站兩站[3]。

### 巴士
- 千葉彩虹巴士（日语：ちばレインボーバス）
  - 一般路線巴士
  - 市內循環「接觸巴士」（ふれあいバス）
- 北總交通（日语：北総交通 (千葉県)）
- 大成交通（日语：大成交通）
- 都市交通計程車（日语：都市交通タクシー）
- 成田空港交通（日语：成田空港交通）
  - 有樂町站－千葉新市鎮中央站（深夜急行巴士）
  - 松戶站－柏站－千葉新市鎮中央站－日本醫科大學千葉北總醫院（日语：日本医科大学千葉北総病院）－京成成田站－成田國際機場（高速巴士）
- 印西市接觸巴士（日语：印西市ふれあいバス）

### 航空
現在北總線「印西牧之原站」附近的印旛郡船穗村草深（そうふけ）在1938年（昭和13年）設置遞信省航空局航空機乘員養成所。1944年（昭和19年），為陸軍飛行第二十三戰隊印旛飛行場。西之原公園設有遞信省印旛地方航空機乘員養成所舊址、陸軍飛行第二十三戰隊印旛飛行場舊址和平碑。
附近有名為印西空港農園的農園，但與供給機場植物的農園並無關係。

### 道路
- 一般國道
  - 國道356號（日语：国道356号）
  - 國道464號（日语：国道464号）
  - （建設中）北千葉道路（日语：北千葉道路）
- 都道府縣道
  - 主要地方道
    - 千葉縣道、茨城縣道4號千葉龍崎線（日语：千葉県道・茨城県道4号千葉竜ヶ崎線）
    - 千葉縣道12號鎌谷本埜線（日语：千葉県道12号鎌ケ谷本埜線）
    - 千葉縣道59號市川印西線（日语：千葉県道59号市川印西線）
    - 千葉縣道61號船橋印西線（日语：千葉県道61号船橋印西線）
    - 千葉縣道64號千葉臼井印西線（日语：千葉県道64号千葉臼井印西線）
    - 千葉縣道65號佐倉印西線（日语：千葉県道65号佐倉印西線）

  - 一般縣道
    - 千葉縣道189號千葉新市鎮北環狀線（日语：千葉県道189号千葉ニュータウン北環状線）
    - 千葉縣道190號千葉新市鎮南環狀線（日语：千葉県道190号千葉ニュータウン南環状線）
    - 千葉縣道282號柏印西線（日语：千葉県道282号柏印西線）
    - 千葉縣道291號印西印旛線（日语：千葉県道291号印西印旛線）
    - 千葉縣道263號八千代宗像線（日语：千葉県道263号八千代宗像線）
    - 千葉縣道406號八千代印旛榮自轉車道線（日语：千葉県道406号八千代印旛栄自転車道線）

## 觀光

### 名勝、古蹟
- 宗像神社
- 多聞院（日语：多聞院 (印西市)）
- 鳥見神社（日语：鳥見神社 (印西市)）
- 印西七福神
  - 觀音寺（浦部仁王尊）
  - 最勝院
  - 長樂寺
  - 嚴島神社
  - 觀音堂
  - 三寶院
  - 寶泉院地藏寺
- 結緣寺（日语：結縁寺）
- 寶珠院
- 松虫寺（日语：松虫寺）
- 泉福寺（日语：泉福寺）
- 龍腹寺（日语：龍腹寺）（天台宗）
- 榮福寺藥師堂
- 押付的水塚
- 木下貝層
- 小金牧（日语：小金牧）（印西牧跡）

### 觀光景點
- 縣立北總花之丘公園（日语：北総花の丘公園）
- 縣立印旛沼公園
- 小林牧場（日语：小林牧場）
- 吉高的大櫻
- 利根川
- 印旛沼（日语：印旛沼）
- 手賀沼（日语：手賀沼）
- 諾氏古菱齒象挖掘地

### 溫泉
- 下總溫泉

### 博物館
- 金屬藝術博物館光之谷（メタル・アート・ミュージアム光の谷）
- 印旛醫科器械歷史資料館（日语：印旛医科器械歴史資料館）
- 印旛歷史民俗資料館

### 祭典
- 印西よかっぺ夢祭
- 別所的獅子舞（寶泉院地藏寺、地藏堂）
- 稻崎（いなざき）獅子舞（和泉鳥見神社）
- 北總（ほくそう）春祭（千葉新市鎮中央站周邊）

### 體育設施
- 習志野鄉村俱樂部
- 總武鄉村俱樂部
- 松山下公園陸上競技場
- 平岡自然公園
- 成田射撃場

## 放送

### CATV
有線電視由RURBAN NET（らーばんねっと）營運（含印旛地區、本埜地區）。

## 知名人士
- 香取秀真（日语：香取秀真）－工藝家、歌人
- 鳳谷五郎（日语：鳳谷五郎 (横綱)）－大相撲第24代橫綱
- 瀧田榮（日语：滝田栄）－演員
- 井之上奈奈－聲優
- 秋野央樹（日语：秋野央樹）－足球選手
- 池田圭（日语：池田圭）－足球選手
- 澤野大地－田徑撐竿跳選手
- 真木陽子－女演員
- 森迫永依－童星、女演員
- 古川牧子－前排球選手
- 大野靖之（日语：大野靖之）－創作歌手
- NAOKI－放浪兄弟成員

## 以印西市為舞台的作品

### 在印西市拍攝的作品
- 《帥哥醫生》（2003年 TBS）拍攝地：日本醫科大學千葉北總醫院（日语：日本医科大学千葉北総病院）
- 《天才！志村動物園》（2004年撥出）拍攝地：印西牧之原站
- 電影《電車男》（2005年）拍攝地：印西牧之原站
- 電影《車靈》（2006年）拍攝地：印西牧之原站
- 《轟轟戰隊冒險者》（2006年放送）拍攝地：印西牧之原站
- 《我的初戀男友》（2006年）拍攝地：印西牧之原站
- 《空中急診英雄》（2008年、2010年 富士電視台）拍攝地：日本醫科大學千葉北總醫院、BIG HOP Garden Mall印西（日语：ビッグホップガーデンモール印西）

## 其他
- 過去此地有法務省印旛少年院，1983年轉讓給地方公共團體（千葉新市鎮開發），現在已不存在。
- 2011年，印西市宣布形象腳色為印西君（いんザイ君）[4]。
- 2012年東洋經濟新報社「優良居住環境排名」，印西市在「總合」排名第1位。以購買方便性排名的「便利度」為日本第3位，以人均公園面積排名的「舒適度」為第9位，但以人均病床數、高齡者照護設施人員數等評比的「安心度」位第683位[5]。2013年，印西市連續兩年奪下「總合」第1位。

## 備註
1. ↑  .   [2013-12-22]. （原始内容存档于2020-04-19）.
2. ↑  .   [2013-12-22]. （原始内容存档于2010-12-10）.
3. ↑  .   [2013-12-22]. （原始内容存档于2010-01-26）.
4. ↑  .   [2013-12-22]. （原始内容存档于2012-01-29）.
5. ↑  .   [2013-12-22]. （原始内容存档于2012-10-21）.

## 外部連結
- 印西市
- 印西市觀光協會 （页面存档备份，存于）